# Michael von Viszánik

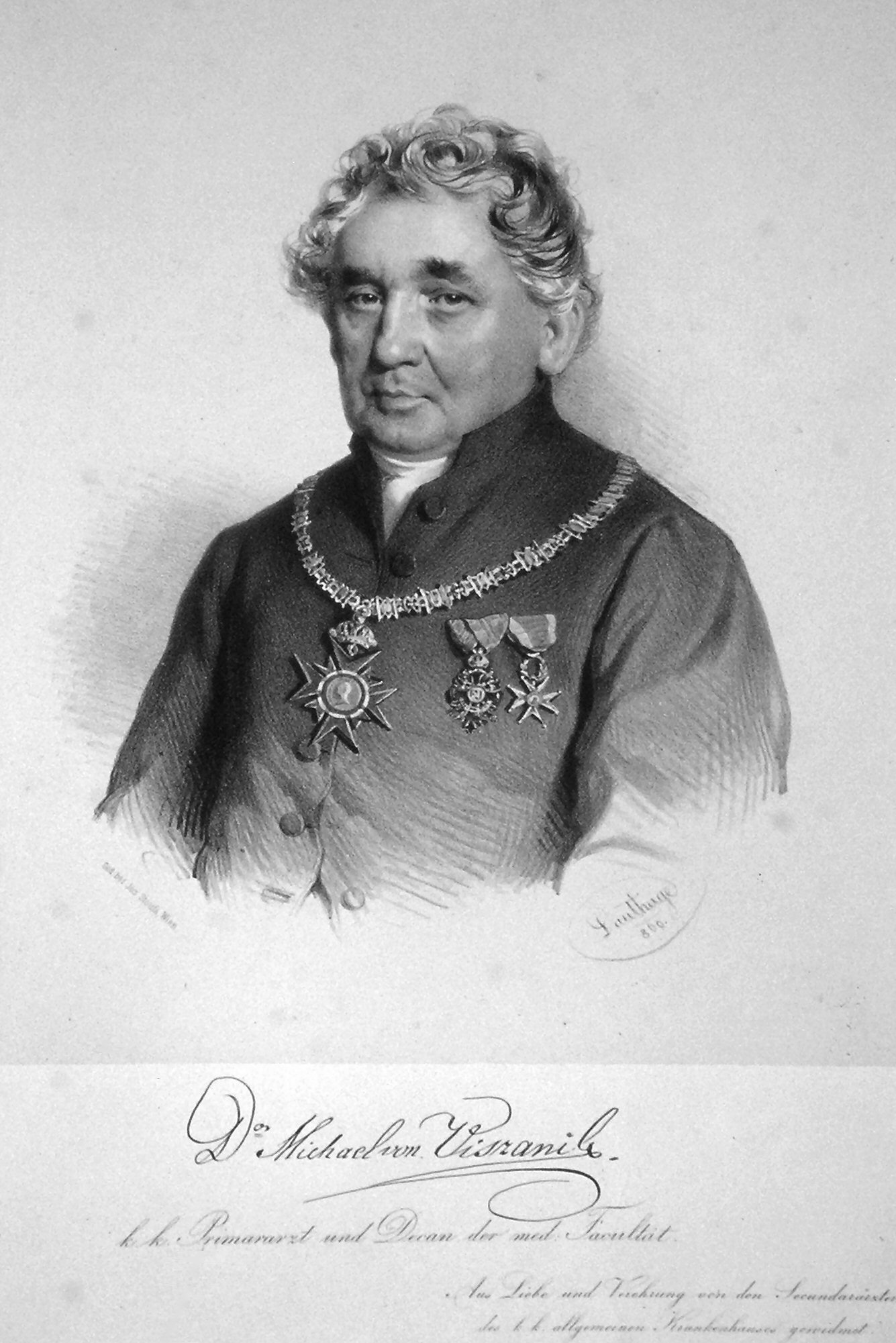
Michael von Viszanik Lithographie von Adolf Dauthage, 1860

Michael von Viszánik (geb. am 10. Oktober 1792 in Sathmar; gest. am 3. November 1872 in Wien) war ein österreichischer Mediziner, der als Primararzt der k.k. Irrenanstalt zu Wien arbeitete und einen wesentlichen Anteil an der Reform der österreichischen Psychiatrie hatte.

## Leben
Michael von Viszarek studierte Medizin in Pest und Wien, wo er 1822 zum Dr. med. promovierte. Nach der Promotion arbeitete er als Sekundararzt im Allgemeinen Krankenhaus und in der Irrenanstelt im Narrenturm. Nach einer Tätigkeit als Bezirksarzt, bei der er sich bei den Überschwemmungen in Wien (1830) und Budapest (1838) auszeichnete, erfolgte 1838 seine Bestellung als Primararzt der Irrenanstalt. Im Jahre 1845 habilitierte er sich für Psychiatrie.
Er galt zu Recht als Philanthrop. Im Jahr 1839 sorgte er dafür, dass die Ketten, mit denen im Wiener Narrenturm „die tobenden Irren“ zu ihrem eigenen Schutz und dem ihrer Mitpatienten fixiert wurden, endgültig aus der Behandlung verbannt wurden. Dabei handelte es sich um dreitausend Kilogramm Eisen, die entfernt wurden.
Zur Vorbereitung der Planung der neuen k. k. Heil- und Pflegeanstalt am Bründlfeld besuchte er entsprechende Anstalten in Deutschland, Frankreich und in der Schweiz.
Auf dem Titelblatt des 1845 in Wien von ihm herausgegebenen Buches Die Irrenheil- und Pflegeanstalten Deutschlands, Frankreichs, sammt der Cretinen Anstalt auf dem Abendberge in der Schweiz werden seine folgenden Tätigkeiten und Titel erwähnt (leicht modifiziert und in modernisierter Schreibung): Doktor der Medizin, Magister der Geburtshilfe, wirkliches Mitglied der medizinischen Fakultät und des ärztlichen Vereines in Wien und Pest, emeritierter Dekan der medizinischen Fakultät und Prokurator der ungarischen akademischen Nation, Ordinarius des Pazmanischen Collegiums, Gerichtstafel-Beisitzer der Comitate Szabóles, Csanád, Ungvár, Szathmár und Borsod im Königreich Ungarn, Primar-Arzt der k. k. Irrenheilanstalt zu Wien.

## Schriften
- Michael Viszánik: Die Irrenheil- und Pflegeanstalten Deutschlands, Frankreichs, sammt der Cretinen Anstalt auf dem Abendberge in der Schweiz: mit eigenen Bemerkungen. Wien 1845 (Digitalisat)
- Viszanik, Michael / August Fr. Zöhrer: Die Anomalien der Schutzpocken in Bezug auf die Erhaltung und Fortpflanzung eines reinen, schützenden Impfkeimes. Mit einer einleitenden Übersicht der Leistungen des k.k. Schutzpocken-Hauptinstitutes in Wien. Carl Gerold, Wien, 1840
- Leistungen und Statistik der k. k. Irrenheilanstalt in Wien seit ihrer Gründung 1784 bis 1844. Wien: Mörschner, 1845